# Invincible (2006)
Invincible is een Amerikaanse biografische sportfilm uit 2006, geregisseerd door Ericson Core. De film is gebaseerd op het waargebeurde verhaal van Vince Papale, die van 1976 tot 1978 speelde bij het American footballteam de Philadelphia Eagles.

## Verhaal
In de jaren zeventig is Vince een grote fan van de Philadelphia Eagles die spelen in de American Football League. Als invallende leerkracht en parttime barman doet hij op een open dag van de club mee, waarbij onbekend talent de kans krijgt om te laten zien wat ze kunnen. Deze mogelijkheid zal hij met beide handen toegrijpen om zo prof te kunnen worden.

## Rolverdeling
| Acteur          | Personage       |
| --------------- | --------------- |
| Mark Wahlberg   | Vince Papale    |
| Greg Kinnear    | Dick Vermeil    |
| Elizabeth Banks | Janet Cantrell  |
| Kevin Conway    | Frank Papale    |
| Michael Rispoli | Max Cantrell    |
| Kirk Acevedo    | Tommy           |
| Dov Davidoff    | Johnny          |
| Michael Kelly   | Pete            |
| Sal Darigo      | Mick            |
| Nicoye Banks    | TJ Banks        |
| Michael Nouri   | Leonard Tose    |
| Lola Glaudini   | Sharon Papale   |
| Paige Turco     | Carol Vermeil   |
| Lynn Cohen      | Mevr. Spegnetti |
| James Murtaugh  | Schoolhoofd     |